# 76e cérémonie des Rubans d'argent
La 76e cérémonie des Rubans d'argent, organisée par le syndicat national des journalistes cinématographiques italiens, s'est déroulée le 22 juin 2021. Elle a récompensé les films italiens sortis en 2020 et 2021.

## Palmarès

### Meilleur film
- Le sorelle Macaluso de Emma Dante
  - Assandira de Salvatore Mereu
  - Cosa sarà de Francesco Bruni
  - Lei mi parla ancora de Pupi Avati
  - Non mi uccidere de Andrea De Sica

### Meilleur réalisateur
- Emma Dante pour Le sorelle Macaluso
- Pupi Avati pour Lei mi parla ancora
  - Francesco Bruni pour Cosa sarà
  - Antonio Capuano pour Il buco in testa
  - Edoardo Ponti pour La Vie devant soi (La vita davanti a sé)

### Meilleur nouveau réalisateur
- Pietro Castellitto pour I predatori

### Meilleure comédie
- L'Incroyable Histoire de l'Île de la Rose (L'incredibile storia dell'Isola delle Rose) de Sydney Sibilia
  - Genitori vs influencer de Michela Andreozzi
  - Si vive una volta sola de Carlo Verdone
  - Sul più bello de Alice Filippi
  - Tutti per 1 - 1 per tutti de Giovanni Veronesi

### Meilleur scénario original
- Claudio Noce et Enrico Audenino pour Padrenostro

### Meilleur scénario adapté
- Francesco Bruni et Kim Rossi Stuart pour Cosa sarà

### Meilleur acteur
- Kim Rossi Stuart pour Cosa sarà
  - Pierfrancesco Favino pour Padrenostro
  - Sergio Castellitto pour Il cattivo poeta
  - Alessandro Gassmann pour Non odiare
  - Fabrizio Gifuni pour La Bête (La belva)

### Meilleure actrice
- Teresa Saponangelo pour Il buco in testa
  - Valeria Bruni Tedeschi pour Gli indifferenti
  - Valeria Golino pour Fortuna et Lasciami andare
  - Alba Rohrwacher pour Lacci
  - Daphne Scoccia pour Palazzo di giustizia

### Meilleur acteur dans un second rôle
- Massimo Popolizio pour I predatori
  - Fabrizio Gifuni pour Lei mi parla ancora
  - Vinicio Marchioni pour Governance - Il prezzo del potere
  - Michele Placido pour Calibro 9
  - Francesco Patanè pour Il cattivo poeta

### Meilleure actrice dans un second rôle
- Sara Serraiocco pour Non odiare
  - Linda Caridi pour Les Liens qui nous unissent (Lacci)
  - Carolina Crescentini pour La bambina che non voleva cantare
  - Donatella Finocchiaro pour Il delitto Mattarella
  - Raffaella Lebboroni pour Cosa sarà
  - Pina Turco pour Fortuna

### Meilleure photographie
- Daniele Ciprì pour Il cattivo poeta
  - Francesca Amitrano pour La tristezza ha il sonno leggero
  - Tani Canevari pour Tutti per 1 - 1 per tutti
  - Francesco Di Giacomo pour Non mi uccidere
  - Gherardo Gossi pour Le sorelle Macaluso

### Meilleure scénographie
- Tonino Zera pour L'Incroyable Histoire de l'Île de la Rose (L'incredibile storia dell'Isola delle Rose)

### Meilleurs costumes
- Andrea Cavalletto pour Il cattivo poeta

### Meilleur montage
- Benni Atria pour Le sorelle Macaluso

### Meilleur son
- Gianluca Costamagna pour Le sorelle Macaluso

### Meilleure musique
- Stefano Bollani pour Carosello Carosone

### Ruban d'argent pour la carrière
- Sophia Loren

### Ruban d'argent européen
- Colin Firth